# Ko Itakura
Ko Itakura (板倉 滉, Itakura Kō), né le 27 janvier 1997 à Yokohama au Japon, est un footballeur international japonais qui évolue au poste de défenseur central à l'Ajax Amsterdam.

## Biographie

### Débuts au Japon
Né à Yokohama au Japon, Ko Itakura commence le football avec le club de Kawasaki Frontale, où il est formé. Il joue son premier match avec les professionnels le 6 août 2016 face au Ventforet Kōfu, lors d'une victoire de son équipe par quatre buts à zéro. Il ne joue finalement que sept matchs avec le Kawasaki Frontale, avant de se voir prêter le 1er février 2018 au Vegalta Sendai. Il marque dès son premier match de championnat, le 25 février 2018, donnant ainsi la victoire à son équipe, en inscrivant le seul but de la rencontre face au Kashiwa Reysol. Le 20 mai 2018, il marque à nouveau, et contribue à la victoire de son équipe (1-2) sur la pelouse des Kashima Antlers. Ce prêt lui permet de beaucoup jouer et de se révéler.

### Manchester City et prêt à Groningue
Le 15 janvier 2019, il signe en faveur du club anglais de Manchester City, mais se voit immédiatement prêté pour une saison et demie, jusqu'en juin 2020, au club néerlandais du FC Groningue. Il joue son premier match le 3 août 2019, lors de la première journée de la saison 2019-2020 d'Eredivisie contre le FC Emmen. Il est titularisé en défense centrale lors de cette rencontre remportée par son équipe sur le score de un but à zéro.
À l'issue de la saison 2019-2020, son prêt aux Pays-Bas est prolongé d'un an.

### Schalke 04
En août 2021, Ko Itakura rejoint le FC Schalke 04 sous forme de prêt avec option d'achat,.
Il joue son premier match pour Schalke le 21 août 2021, lors d'un match de championnat contre le SSV Jahn Ratisbonne. Il entre en jeu lors de cette rencontre perdue par son équipe (4-1 score final). Itakura inscrit son premier but pour Schalke le 10 décembre 2021, lors d'une rencontre de championnat face au 1. FC Nuremberg. Il est titularisé et son équipe l'emporte par quatre buts à un,.

### Borussia Mönchengladbach
Le 2 juillet 2022, Ko Itakura quitte définitivement Manchester City où il n'aura joué aucun match, étant prêté à plusieurs reprises, et s'engage en faveur du Borussia Mönchengladbach. Il signe un contrat courant jusqu'en juin 2026,.
Itakura inscrit son premier but pour le Borussia Mönchengladbach le 19 août 2023, à l'occasion de la première journée de la saison 2023-2024 de Bundesliga, face au FC Augsbourg. Titulaire, il ouvre le score de la tête sur un service de Franck Honorat, et les deux équipes se neutralisent (4-4 score final). Il est de nouveau buteur le 2 septembre suivant face au Bayern Munich, en championnat, mais son équipe est battue par deux buts à un ce jour-là.

### Ajax Amsterdam
Le 8 août 2025, Ko Itakura rejoint les Pays-Bas afin de signer en faveur de l'Ajax Amsterdam pour un contrat de quatre ans, soit jusqu'en juin 2029. Cet accord comprend une année supplémentaire en option.

### Sélection nationale
Avec les moins de 19 ans, il participe au championnat d'Asie des moins de 19 ans en 2016. Le Japon remporte le tournoi en battant l'Arabie saoudite en finale. Il dispute ensuite la Coupe du monde des moins de 20 ans 2017 organisée en Corée du Sud. Lors du mondial junior, il joue deux matchs, une victoire contre l'Afrique du Sud lors du premier tour, et une défaite en huitièmes face au Venezuela.
Le 10 janvier 2018, Ko Itakura fête sa première sélection avec l'équipe du Japon des moins de 23 ans face à la Palestine, où il marque également son premier but, le seul du match, permettant à son équipe de s'imposer. Trois jours plus tard, face à la Thaïlande, il récidive en inscrivant le seul but du match. Ces deux rencontres rentrent dans le cadre du championnat d'Asie des moins de 23 ans. Lors de cette compétition, le Japon s'incline en quart de finale face à l'Ouzbékistan.
Au mois de mai 2019, Itakura est convoqué pour disputer la Copa América 2019 au Brésil. Le 20 juin 2019, il honore sa première sélection avec l'équipe du Japon au cours d'un latch nul 2-2 contre l'Uruguay.
Le 1er novembre 2022, il est sélectionné par Hajime Moriyasu pour participer à la Coupe du monde 2022. Le 1er janvier 2024, il est retenu dans la liste des vingt-six joueurs japonais sélectionnés par Hajime Moriyasu pour disputer la Coupe d'Asie des nations 2023.

### Style de jeu
Ko Itakura est un défenseur central pouvant jouer milieu défensif. Il est décrit comme un joueur athlétique mais qui possède également une bonne intelligence de jeu et adroit avec le ballon, notamment sur sa qualité de passes. C'est un joueur utile lorsque son équipe a la possession du ballon.

## Statistiques

### En club
| Saison                | Club                     | Championnat           | Championnat | Championnat | Coupe nationale | Coupe nationale | Coupe de la Ligue | Coupe de la Ligue | Compétition(s) continentale(s) | Compétition(s) continentale(s) | Compétition(s) continentale(s) | Playoff | Playoff | Total | Total |
| Saison                | Club                     | Division              | M.          | B.          | M.              | B.              | M.                | B.                | Comp.                          | M.                             | B.                             | M.      | B.      | M.    | B.    |
| 2016                  | Kawasaki Frontale        | J1 League             | 2           | 0           | 1               | 0               | 3                 | 0                 | -                              | -                              | -                              | 1       | 0       | 7     | 0     |
| 2017                  | Kawasaki Frontale        | J1 League             | 5           | 0           | 4               | 0               | 3                 | 0                 | ACL                            | 3                              | 1                              | -       | -       | 15    | 1     |
| Sous-total            | Sous-total               | Sous-total            | 7           | 0           | 5               | 0               | 6                 | 0                 | -                              | 3                              | 1                              | 1       | 0       | 22    | 1     |
| 2018                  | Vegalta Sendai (prêt)    | J1 League             | 24          | 3           | 4               | 0               | 4                 | 0                 | -                              | -                              | -                              | -       | -       | 32    | 3     |
| 2018-2019             | FC Groningue (prêt)      | Eredivisie            | -           | -           | -               | -               | -                 | -                 | -                              | -                              | -                              | -       | -       | 0     | 0     |
| 2019-2020             | FC Groningue (prêt)      | Eredivisie            | 22          | 0           | 1               | 0               | -                 | -                 | -                              | -                              | -                              | -       | -       | 23    | 0     |
| 2020-2021             | FC Groningue (prêt)      | Eredivisie            | 34          | 1           | 1               | 0               | -                 | -                 | -                              | -                              | -                              | 1       | 0       | 36    | 1     |
| Sous-total            | Sous-total               | Sous-total            | 56          | 1           | 2               | 0               | 0                 | 0                 | -                              | 0                              | 0                              | 1       | 0       | 59    | 1     |
| 2021-2022             | Schalke 04 (prêt)        | 2.Bundesiga           | 31          | 4           | 1               | 0               | -                 | -                 | -                              | -                              | -                              | -       | -       | 32    | 4     |
| 2022-2023             | Borussia Mönchengladbach | Bundesliga            | 24          | 0           | 1               | 0               | -                 | -                 | -                              | -                              | -                              | -       | -       | 25    | 0     |
| 2023-2024             | Borussia Mönchengladbach | Bundesliga            | 20          | 3           | 2               | 0               | -                 | -                 | -                              | -                              | -                              | -       | -       | 22    | 3     |
| 2024-2025             | Borussia Mönchengladbach | Bundesliga            | 31          | 3           | 2               | 1               | -                 | -                 | -                              | -                              | -                              | -       | -       | 33    | 4     |
| Sous-total            | Sous-total               | Sous-total            | 75          | 6           | 5               | 1               | 0                 | 0                 | -                              | 0                              | 0                              | 0       | 0       | 80    | 7     |
| 2025-2026             | Ajax Amsterdam           | Eredivisie            | 1           | 0           | 0               | 0               | -                 | -                 | -                              | -                              | -                              | -       | -       | 1     | 0     |
| Sous-total            | Sous-total               | Sous-total            | 1           | 0           | 0               | 0               | 0                 | 0                 | -                              | 0                              | 0                              | 0       | 0       | 1     | 0     |
| Total sur la carrière | Total sur la carrière    | Total sur la carrière | 194         | 14          | 17              | 1               | 10                | 0                 | -                              | 3                              | 1                              | 2       | 0       | 226   | 16    |

### En sélection
| Année                 | Sélection             | Phases finales             | Phases finales | Phases finales | Phases finales | Éliminatoires | Éliminatoires | Éliminatoires | Éliminatoires | Amicaux | Amicaux | Amicaux | Total | Total | Total |
| Année                 | Sélection             | Comp.                      | M.             | B.             | P.d.           | Comp.         | M.            | B.            | P.d.          | M.      | B.      | P.d.    | M.    | B.    | P.d.  |
| --------------------- | --------------------- | -------------------------- | -------------- | -------------- | -------------- | ------------- | ------------- | ------------- | ------------- | ------- | ------- | ------- | ----- | ----- | ----- |
| 2019                  | Japon                 | Copa América 2019          | 2              | 0              | 0              | CdM 2022      | 0             | 0             | 0             | 1       | 0       | 0       | 3     | 0     | 0     |
| 2019                  | Japon                 | Coupe d'Asie de l'Est 2019 | -              | -              | -              | CdM 2022      | 0             | 0             | 0             | 1       | 0       | 0       | 3     | 0     | 0     |
| 2020                  | Japon                 | -                          | -              | -              | -              | -             | -             | -             | -             | 1       | 0       | 0       | 1     | 0     | 0     |
| 2021                  | Japon                 | -                          | -              | -              | -              | CdM 2022      | 2             | 1             | 0             | -       | -       | -       | 2     | 1     | 0     |
| 2022                  | Japon                 | Coupe d'Asie de l'Est 2022 | -              | -              | -              | CdM 2022      | 2             | 0             | 0             | 5       | 0       | 0       | 10    | 0     | 1     |
| 2022                  | Japon                 | Coupe du monde 2022        | 3              | 0              | 1              | CdM 2022      | 2             | 0             | 0             | 5       | 0       | 0       | 10    | 0     | 1     |
| 2023                  | Japon                 | -                          | -              | -              | -              | CdM 2026      | -             | -             | -             | 6       | 0       | 0       | 6     | 0     | 0     |
| 2024                  | Japon                 | Coupe d'Asie 2023          | 4              | 0              | 0              | CdM 2026      | 9             | 1             | 0             | 0       | 0       | 0       | 13    | 1     | 0     |
| 2025                  | Japon                 | -                          | -              | -              | -              | CdM 2026      | 2             | 0             | 0             | -       | -       | -       | 2     | 0     | 0     |
| Total sur la carrière | Total sur la carrière | Total sur la carrière      | 9              | 0              | 1              | -             | 15            | 2             | 0             | 13      | 0       | 0       | 37    | 2     | 1     |

## Palmarès

### En équipe nationale
- Vainqueur du championnat d'Asie des moins de 19 ans en 2016 avec l'équipe du Japon des moins de 19 ans

### En club
- Champion du Japon en 2017 avec le Kawasaki Frontale
- Finaliste de la Coupe du Japon en 2018 avec le Vegalta Sendai
- Champion du Allemagne deuxième division en 2022 avec Schalke 04.